# Périgneux
Périgneux é uma comuna francesa na região administrativa de Auvérnia-Ródano-Alpes, no departamento de Loire. Estende-se por uma área de 32 km². Em 2010 a comuna tinha 1 573 habitantes (densidade: 49,2 hab./km²).